# 한국음악콘텐츠협회
한국음악콘텐츠협회(Korea Music Content Association, KMCA)는 음반, 음악영상물 등의 제작업자와 배급업자의 지적재산권 및 권익보호, 음악콘텐츠 유통구조 합리화로 한국음악 콘텐츠산업 진흥에 기여할 목적으로 2008년 12월 9일 설립된 대한민국 문화체육관광부에 등록된 사단법인이다. 사무실은 서울특별시 서초구 서초대로34길 22, 2층(방배동, 미디어라인빌딩)에 있다.
2016년 12월 29일자로, '한국음악콘텐츠산업협회'가 '한국음악콘텐츠협회'로 법인명이 변경되었다.

## 주요 사업
- 불법 음악서비스 단속을 통해 음악콘텐츠 제작자의 지적재산권 보호
- 음악콘텐츠 보호를 위한 국민 인식 개선사업
- 음악콘텐츠 유통구조 합리화사업
- 대한민국 공인음악 차트 및 관련 시상식 사업